# Potamotrygon humerosa
Potamotrygon humerosa es una especie del género de peces de agua dulce Potamotrygon, cuyas especies son denominadas comúnmente rayas de río. Habita en ambientes acuáticos en el norte de Sudamérica.

## Taxonomía
Esta especie fue descrita originalmente en el año 1913 por el zoólogo estadounidense Samuel Walton Garman, con el nombre científico de Potamotrygon humerosus.
Ejemplar tipo
El ejemplar tipo es una hembra, catalogada como MCZ 299-S; fue recolectada por L. Agassiz, durante la expedición Thayer.
Localidad tipo
La localidad tipo es: “Montalegre (= Monte Alegre), Pará, bajo río Amazonas, Brasil”.
Relaciones taxonómicas
Pertenece al grupo de especies “reticuladas” del Amazonas, o complejo “orbignyi”, junto con Potamotrygon marinae Deynat, 2006 y Potamotrygon orbignyi (Günther, 1880).
Etimología
Etimológicamente el nombre genérico Potamotrygon viene del griego, donde potamos significa 'río', y trygon que significa 'raya picadora'. El término específico humerosa se construye con palabras en latín, humerus que significa cúspides, y  osus, que se traduce como ‘de desarrollo notable’ o ‘abundantes’; en referencia a los tubérculos dorsales visibles que se encuentran en el disco dorsal del ejemplar holotipo.

## Distribución
Esta especie habita en los tramos medio e inferior del río Amazonas y los sectores inferiores de afluentes que desembocan en él: Canumá, Negro, Abacaxis, Trombetas, Tapajós y Pará. Estaría ausente de la cuenca de los ríos Tocantins y Araguaia. Es una especie endémica de la cuenca del Amazonas de Brasil.

## Características y costumbres
Posee una coloración dorsal de fondo marrón sobre el cual se dispone un reticulado oscuro que secciona manchas amarronadas borrosas. Ventralmente es blancuzca.
Habita en el fondo limoso o arenoso de los ríos, pasando fácilmente desapercibida gracias a su coloración críptica. Como método de defensa, este pez está provisto de una fina y punzante espina situada sobre el dorso de la cola. Se alimenta principalmente de otros peces a los que captura con la técnica del acecho, permaneciendo inmóvil y semienterrada a la espera del paso de alguna presa, la que será atacada por sorpresa.